# Francis Alexander Anglin
Francis Alexander Anglin, né le 2 avril 1865 et mort le 2 mars 1933, est un juriste canadien. Il est juge en chef de la Cour suprême du Canada de 1924 à 1933.